# 塚本進
塚本進（1956年—），日本企業家，現任株式会社KADOKAWA董事 兼海外事業統括本部副統括本部長、台灣角川董事長。兼任KADOKAWA Contents Academy和台灣角川國際動漫董事，香港商角川集團亞洲和香港角川的行政總裁，以及大陸廣州天聞角川副董事長兼副總經理（副負責人）。也是台北市政府觀光委員會委員。

## 簡歷
- 1956年：出生。
- 1980年：青山學院大學法學部（法學院）畢業，入職東京出版販賣（今東販）。
- 1992年－1997年：擔任台灣東販總經理。
- 1998年：入職Asmik Ace Entertainment（日语：アスミック・エース）（現Asmik Ace）。
- 1999年：入職角川集團，擔任台灣國際角川書店總經理。
- 2006年：獲台北市政府頒台北市榮譽市民[3]。
- 2007年：3月，兼任香港洲立集團（後改名角川洲立集團）營運總監；6月，兼任香港角川洲立出版（亞洲）（現香港角川）行政總裁、新華角川常務董事。
- 2009年：升任台灣角川董事長兼總經理。
- 2010年：兼任中國大陸廣州天聞角川副董事長兼副總經理[4]。
- 2012年：升任角川控股集團（現KADOKAWA）董事[5]。
- 2013年：兼任KADOKAWA International Edutainment（現 KADOKAWA Contents Academy）董事[6]。
- 2014年：1月，兼任台灣角川國際動漫董事[7]；6月，台灣角川總經理卸任[8]。

## 參註
1. ↑  （日語）. KADOKAWA.   [2014-10-28]. （原始内容存档于2021-02-24）.
2. ↑  （日語） (PDF). 角川控股集團. 2013-03-28  [2013-04-05]. （原始内容存档 (PDF)于2020-11-25）.
3. ↑  （繁體中文）. 台灣出版資訊網. 2006-03-17  [2018-08-07]. （原始内容存档于2018-08-07）.
4. ↑  （简体中文）. 羊城晚報. 2010-07-20  [2014-10-28]. （原始内容存档于2010-08-10）.
5. ↑  （日語） (PDF). 角川控股集團. 2012-06-25  [2014-10-28]. （原始内容存档 (PDF)于2020-12-03）.
6. ↑  （日語）. KADOKAWA International Edutainment. 2013-10-22  [2014-10-28]. （原始内容存档于2016-05-04）.
7. ↑  （日語）. KADOKAWA International Edutainment. 2014-01-24  [2014-10-28]. （原始内容存档于2016-03-11）.
8. ↑  （繁體中文）.   [2014-10-28]. （原始内容存档于2011-12-21）.